# Myrmekofile

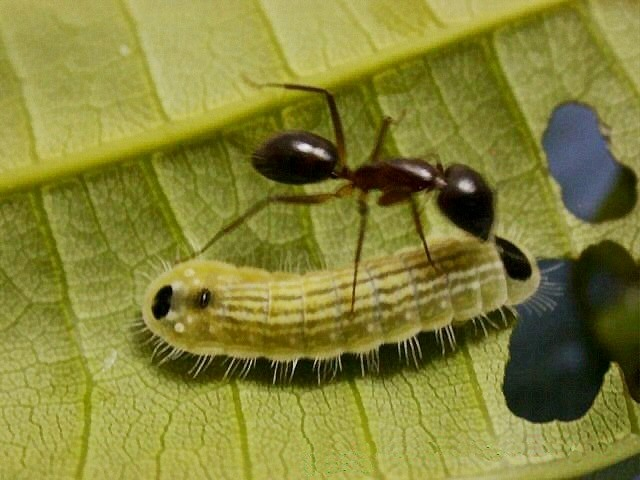
Mrówka i larwa modraszka

Myrmekofile (gr. mýrmēx – mrówka, philéō – lubię) – organizmy wykorzystujące mrówki, na przykład jako pasożyty stale lub przejściowo żyjące w gnieździe mrówek lub termitów i korzystające z ich pokarmu, jako drapieżcy zjadający mrówki i ich larwy lub jako symbionty.
Przykładem myrmekofili korzystających w sposób przejściowy z mrówek są niektóre modraszki. Larwy modraszka, żywiące się w pierwszej części rozwoju kwiatami, w drugiej przedostają się do gniazda mrówek wścieklic, aby tam być karmionymi podobnie jak larwy mrówek lub zjadać larwy i jaja mrówek.
Larwy modraszków dostają się do gniazda niesione przez mrówki-robotnice. Dzieje się to za sprawą odpowiednich gruczołów sprawiających, że larwy modraszka traktowane są przez mrówki jako własne. Do czasu przepoczwarczenia larwy znajdują się pod troskliwą opieką mrówek.
Myrmekofilami są również mszyce, o które mrówki dbają i hodują na różnych roślinach, aby móc korzystać z ich pożywnych wydzielin. Także niektóre gatunki roztoczy są myrmekofilne. Należą tu też: pająki, wije, świerszczowate, pluskwiaki oraz chrząszcze.
Do roślin myrmekofilnych zalicza się niektóre drzewa i krzewy z rodzaju Acacia produkujące nektar pozakwiatowy wabiący mrówki, które w zamian chronią roślinę, przeganiając zwierzęta i czyszcząc podłoże z nasion konkurencji.